# Anacroneuria marlieri
Anacroneuria marlieri är en bäcksländeart som beskrevs av Froehlich 2001. Anacroneuria marlieri ingår i släktet Anacroneuria och familjen jättebäcksländor. Inga underarter finns listade i Catalogue of Life.